# إلينغ إنغر
إلينغ إنغر هو مخرج جوقة وملحن نرويجي، ولد في 22 فبراير 1905 في Skotfoss ‏ في النرويج، وتوفي في 28 يناير 1979.